# 泡沫

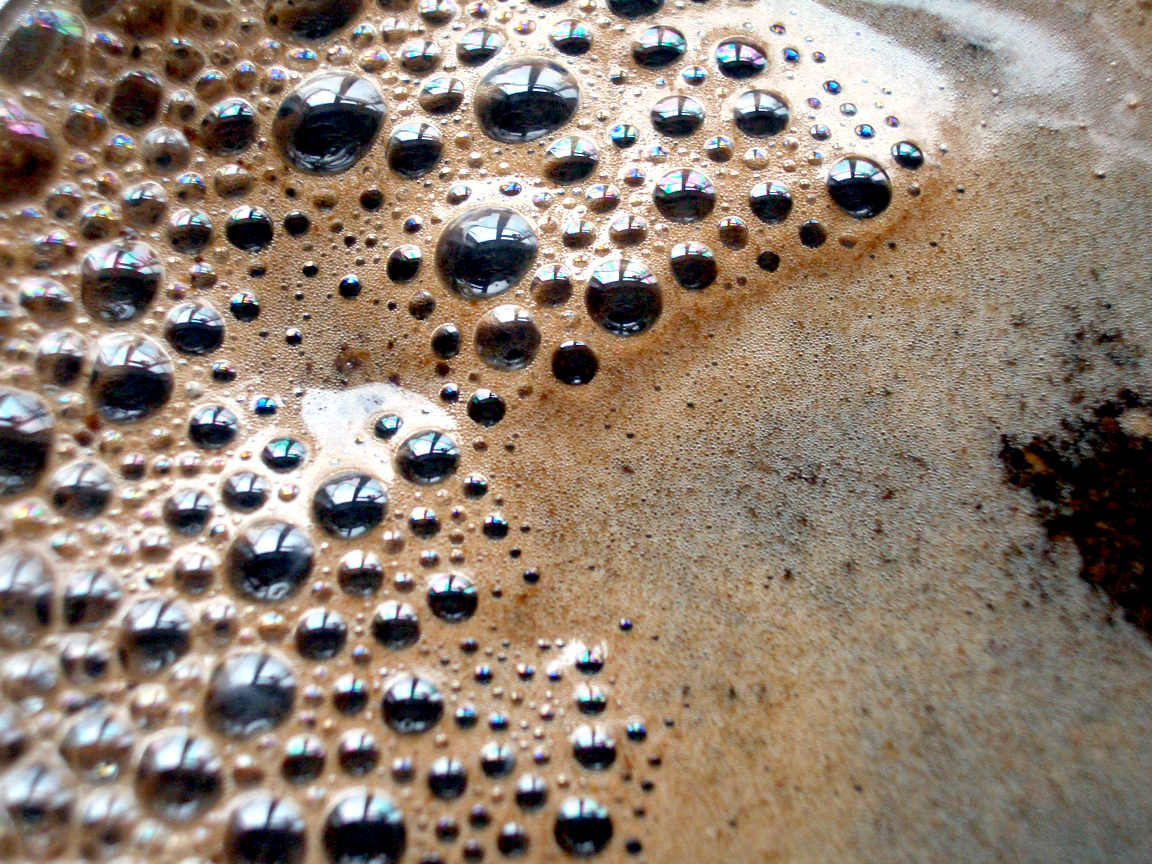
咖啡泡沫

泡沫是气体分散在液体或固体中的一种分散体系。啤酒开瓶时的泡沫、肥皂泡沫都是气体在液体中的泡沫；泡沫塑料和泡沫玻璃中的气泡则是气体在固体中的气泡，固体泡沫为轻质多孔海绵状物质或轻质多孔刚性物质。
对于气／液分散体系来说，当气泡为较厚的液膜所隔开，且为球状时，这种泡沫称为球体泡沫，就像内相是气体的乳状液。但通常情况下，作为分散相的气体的体积分数非常高，气体被网状的液体薄膜分隔开，各个被液膜包围的气泡为了保持压力平衡而变形为多面体，这种泡沫称为多面体泡沫。多面体泡沫是通常所指的气／液体系中的泡沫，可由球体泡沫经充分排液而自发生成。其为了保持力学上的稳定，总是按一定方式相交，例如三个气泡相交时互成120°时最为稳定。
泡沫是大量流动性强及密度低的气体被液体隔开的分散体系，有大的气-液界面，是热力学不稳定的体系，因此会自动破坏。泡沫发生自动破坏的原因主要有液膜的排液、膜的破裂以及气体的扩散。
仅靠一种纯液体要形成稳定的泡沫是很困难的，通常需加入第三种物质，一般是表面活性物质，才能形成泡沫，这些具有较好起泡性能的物质称为发泡剂，烷基硫酸钠和烷基苯磺酸钠都是很常用的发泡剂。有时还需要加入稳泡剂使已形成的泡沫更加稳定，月桂酰二乙醇胺即是一例。
相反，许多工业中常因为泡沫的产生而带来不便，这时就需要加入消泡剂改变体系表面的状态，破坏或抑制泡沫。它通常是表面张力低，溶解度较小的物质，如 C5～C6 的醇类或醚类、磷酸三丁酯、有机硅等。消泡剂的表面张力低于气泡液膜的表面张力，容易在气泡液膜表面顶走原来的发泡剂，而自身链短不能形成坚固的吸附膜，故产生裂口，泡内气体外泄，导致泡沫破裂，起到消泡的作用。